# 일본도 (길)
일본도(日本道)는 발해의 5개의 대외 교통로 중 하나이다. 발해는 5경 15부의 제도를 정비하였으며, 상경성은 모든 교통로의 중심이자 출발지였다. 상경성부터 일본으로 가는 길을 '일본도'라고 한다. 발해 항구에서 일본의 항구로 가는 해로상의 길이다.
일본으로 가는 일본도 외에도 당나라로 가는 조공도와 영주도, 신라로 가는 신라도, 거란으로 통하는 거란도가 있었다.

### 일본도를 통한 발해의 외교활동
일본도를 통하여 발해는 총 34차례, 일본은 총 14차례 서로 사신을 파견하였다. 
일본에 도착한 발해 사신들이 일본의 수도로 들어가기 위해 해안에 도착하면 일본 조정의 허가에 따라서 수도로 들어갈 수 있었다. 794년까지는 일본 나라시대의 수도인 헤이죠쿄로, 794년부터는 오늘날의 교토인 헤이안쿄의 노선을 이용하였다. 그렇지만 발해의 선박이 일본에 올 때 항상 같은 곳에 도착하지 못 하고, 북으로는 훗카이도, 서로는 야마쿠치 현에서 쯔시마에 이르기까지 광대한 영역에 걸쳐 제 멋대로 들어왔다. 이는 당시의 항해가 주로 자연에 의해 이루어졌다는 것을 뜻한다. 하지만 이후 8세기와 9세기 들어서는 발해선의 일본 도착지가 확연히 구분되는데 8세기 중에는 모든 발해선이 이시카와현 카나자와 이북지역으로 들어왔다. 그러나 9세기 이후 모든 발해선박이 서일본쪽에 입항하였다. 이는 인위적으로도 선박의 도착지를 정할 수 있었다는 것으로 100% 자연에만 의존한 것은 아니었다는 것을 의미한다. 애초에 해로로 발해에서 일본으로 가는 것이 당시에 대단한 조선술과 항해술을 가지고 있었다고 미루어 볼 수 있다.
초기에는 일본도를 통해 보낸 사신들이 주로 정치적 목적에 따라서 서로 교류하였지만, 중기부터는 경제, 문화적인 목적이 중심이 되었다.  일본도를 통해서 일본에 발해 사신이 파견되었다는 점은 다음의 속일본기 사례에 나와있다. 
발해군왕의 사자, 수령 고제덕 등 8인이 데와쿠노니, 현 아키다현 북부에 도착한 것은 서기 727년 9월 21일의 일이다. 이 소식을 접한 쇼우무천황은 사자를 파견하여 의복을 제공하고 정중히 먼길의 노고를 위로하였다. 그 해 12월 29일 사신을 보내 고제덕 등에게 의복, 관과 신발을 내렸다. 발해군이란 옛 고구려국을 말한다. 서기 668년 10월 당장 이적이 고구려를 쳐서 멸하고 그 후 조공이 끊어졌는데 지금 발해군왕이 요원장군 고인의 등 24을 보내 조공하였다. 그러나 에미시 경계에서 인의 이하 16인이 모두 살해되고 수령 제덕 등 8인만이 겨우 죽음을 면하고 왔다. 서기 728년 정월 3일 천황은 타이코쿠텐에서 왕신 백료 및 발해사 등의 조하를 받았다— 속일본기

이렇듯 일본도는 해양루트를 통해 횡단하거나, 북쪽으로 돌아가는 등의 항로 몇가지가 존재하였다.
일본도를 통하여 발해는 바다를 통해 국가를 경영한 해양국가의 면모를 가지고 있다.